# ファイナル・カウントダウン (曲)
「ファイナル・カウントダウン」（The Final Countdown）は、スウェーデン出身のハードロック・バンド、ヨーロッパの楽曲。作詞・作曲はジョーイ・テンペストが手がけた。1986年に発売されたオリジナル・アルバム『ファイナル・カウントダウン』からの先行シングルとして発売され、全世界で780万枚の売上を記録した。
1999年には本作をユーロビート調にアレンジした「ザ・ファイナル・カウントダウン2000」（The Final Countdown 2000）が発表された。同アレンジのプロデュースは、ブライアン・ローリングとゲイリー・ミラーが手がけた。

## 背景
「ファイナル・カウントダウン」は、1981年もしくは1982年のはじめに テンペストがミック・ミカエリより借りたKorg Polysixで演奏したリフが原型となっている。1985年に本作のデモ音源を制作している際に、ジョン・レヴィンが前述のキーボードのリフを使用することを提案した。なお、ジョン・ノーラムは「ロックバンドのテイストとは違う」と反対したが、テンペストはこのリフを使用することを強行した。
歌詞はデヴィッド・ボウイの楽曲「スペイス・オディティ」に触発されて書かれたもの。
キーボードのリフは、ヤマハ・DX7とローランド・JX-8Pを使用して演奏された。

## リリース
「ファイナル・カウントダウン」は、同名のアルバムからの第1弾シングルとして発売され、イギリスをはじめとした25カ国のシングルチャートで首位を獲得し、アメリカのBillboard Hot 100チャートでは最高位8位を獲得するなどのヒットを記録した。なお、本作は2020年現在イギリスのチャートでトップ10入りした唯一のヨーロッパの作品となっている。
テンペストは、当初よりアルバムから第1弾シングルとして提案していたが、テンペスト以外のメンバーは本作をシングルとしてリリースすることを考えておらず、一部のメンバーは「ロック・ザ・ナイト」を第1弾シングルにすることを提案していた。しかし、エピック・レコードの判断により、本作が第1弾シングルとして選ばれた。
本作のミュージック・ビデオは、ニック・モリスが監督を務めた作品で、1986年5月26日と27日にストックホルム県ソルナにあるソルナハレンでのライブの映像と、サウンドチェックの様子で構成されている。2009年10月26日にバンドの公式YouTubeチャンネルでも公開され、2022年6月に再生回数10億回を突破した。

## ライブでの演奏
本作は、1986年4月からの『ファイナル・カウントダウン』ツアーで初めて演奏されて以来、ヨーロッパで開催されるライブで定期的に演奏されており、1999年12月31日にストックホルムで開催された千年紀のお祝いでも演奏された。なお、このライブには脱退していたノーラムも参加したため、キー・マルセロとのツインギターとなった。

## 遺産
この曲はスポーツイベントで人気があり、観客を盛り上げるためによく演奏される。また、同じ目的で高校スポーツ大会の定番応援曲にもなっている。
プロレスラーのブライアン・ダニエルソンがインディー団体とROHでの入場曲として使用、2023年以降はAEWでも時折使用されている。 武藤敬司は新日本プロレスのスペースローンウルフ時代に使用。
日本でも スズキ・カルタスのCMソングとしてヒットした。

## シングル収録曲
| 全作詞・作曲: ジョーイ・テンペスト。 |                                                     |                      |                      |      |
| #                                    | タイトル                                            | 作詞                 | 作曲・編曲           | 時間 |
| 1.                                   | 「ファイナル・カウントダウン」(The Final Countdown) | ジョーイ・テンペスト | ジョーイ・テンペスト | 3:59 |
| 2.                                   | 「ブロークン・ウィングス」(On Broken Wings)         | ジョーイ・テンペスト | ジョーイ・テンペスト | 3:38 |
| 合計時間:                            | 合計時間:                                           | 7:37                 |                      |      |

| 全作詞・作曲: ジョーイ・テンペスト。 |                                                     |                      |                      |      |
| #                                    | タイトル                                            | 作詞                 | 作曲・編曲           | 時間 |
| 1.                                   | 「ファイナル・カウントダウン」(The Final Countdown) | ジョーイ・テンペスト | ジョーイ・テンペスト | 5:10 |
| 2.                                   | 「ロック・ザ・ナイト」(Rock The Night)              | ジョーイ・テンペスト | ジョーイ・テンペスト | 4:04 |
| 合計時間:                            | 合計時間:                                           | 9:14                 |                      |      |

| 全作詞・作曲: ジョーイ・テンペスト。 |                                                     |                      |                      |      |
| #                                    | タイトル                                            | 作詞                 | 作曲・編曲           | 時間 |
| 1.                                   | 「ファイナル・カウントダウン」(The Final Countdown) | ジョーイ・テンペスト | ジョーイ・テンペスト | 5:09 |
| 2.                                   | 「ブロークン・ウィングス」(On Broken Wings)         | ジョーイ・テンペスト | ジョーイ・テンペスト | 3:38 |
| 3.                                   | 「ハート・オブ・ストーン」(Heart Of Stone)          | ジョーイ・テンペスト | ジョーイ・テンペスト | 3:46 |
| 合計時間:                            | 合計時間:                                           | 12:33                |                      |      |

## 演奏
- ジョーイ・テンペスト - リード・ボーカル
- ジョン・ノーラム - ギター、バッキング・ボーカル
- ジョン・レヴィン - ベース
- ミック・ミカエリ - キーボード
- イアン・ホーグランド - ドラム

## チャート成績
「ファイナル・カウントダウン」は、25か国のシングルチャートで第1位を獲得している。

### 週間チャート
| チャート (1986年 - 1987年)             | 最高位 |
| -------------------------------------- | ------ |
| オーストラリア (ARIA)                  | 1      |
| オーストリア (Ö3 Austria Top 40)       | 1      |
| ベルギー (Ultratop 50 Flanders)        | 1      |
| カナダ トップシングルス (RPM)          | 5      |
| ヨーロッパ (Pan-European Charts)       | 1      |
| フィンランド (Suomen virallinen lista) | 1      |
| フランス (SNEP)                        | 1      |
| ドイツ (GfK Entertainment charts)      | 1      |
| アイルランド (IRMA)                    | 1      |
| イタリア (FIMI)                        | 1      |
| オランダ (Dutch Top 40)                | 1      |
| オランダ (Single Top 100)              | 1      |
| ニュージーランド (Recorded Music NZ)   | 12     |
| ノルウェー (VG-lista)                  | 4      |
| 南アフリカ (Springbok Radio)           | 1      |
| スペイン (AFYVE)                       | 1      |
| スウェーデン (Sverigetopplistan)       | 1      |
| スイス (Schweizer Hitparade)           | 1      |
| UK シングルス (OCC)                    | 1      |
| US Mainstream Rock (Billboard)         | 18     |
| US Billboard Hot 100                   | 8      |
| US Cash Box Top 100 Singles            | 10     |

| チャート (2015年)                      | 最高位 |
| -------------------------------------- | ------ |
| US Hard Rock Digital Songs (Billboard) | 1      |

| チャート (2020年)    | 最高位 |
| -------------------- | ------ |
| 日本 (Japan Hot 100) | 59     |

| チャート (2022年)                   | 最高位 |
| ----------------------------------- | ------ |
| ポーランド (Polish Airplay Top 100) | 51     |

### 年間チャート
| チャート (1986年)                | 順位 |
| -------------------------------- | ---- |
| オーストリア (Ö3 Austria Top 40) | 28   |
| ベルギー (Ultratop 50 Flanders)  | 4    |
| ヨーロッパ (European Hot 100)    | 22   |
| フランス (SNEP)                  | 3    |
| ドイツ (Official German Charts)  | 9    |
| オランダ (Dutch Top 40)          | 2    |
| オランダ (Dutch Top 100)         | 1    |
| スイス (Schweizer Hitparade)     | 13   |

| チャート (1987年)                  | 順位 |
| ---------------------------------- | ---- |
| オーストラリア (Kent Music Report) | 10   |
| オーストリア (Ö3 Austria Top 40)   | 18   |
| Canada Top Singles (RPM)           | 46   |
| 南アフリカ (Springbok Radio)       | 7    |

## 認定と売上
| 国/地域                                                                                  | 認定     | 認定/売上数 |
| ---------------------------------------------------------------------------------------- | -------- | ----------- |
| カナダ (Music Canada)                                                                    | Gold     | 50,000^     |
| デンマーク (IFPI Danmark)                                                                | Gold     | 45,000      |
| フランス (SNEP)                                                                          | Platinum | 1,000,000   |
| イタリア (FIMI) 2009年以降の売上による                                                   | Platinum | 70,000      |
| 日本 (RIAJ) 2003年デジタル配信                                                           | Gold     | 100,000*    |
| オランダ (NVPI)                                                                          | Platinum | 100,000^    |
| ポルトガル (AFP)                                                                         | Platinum | 60,000      |
| イギリス (BPI) フィジカルリリースとデジタル配信の売上による                              | Platinum | 600,000     |
| * 認定のみに基づく売上数 · ^ 認定のみに基づく出荷枚数 · 認定のみに基づく売上数と再生回数 |          |             |

## ザ・ファイナル・カウントダウン2000
1999年にダンス調にリミックスされた「ザ・ファイナル・カウントダウン2000」（The Final Countdown 2000）が発表された。同アレンジのプロデュースは、ブライアン・ローリングとゲイリー・ミラーが手がけた。リミックスに対するメンバーの反応は否定的で、ドラマーのイアン・ホーグランドは「リミックスは大失敗だった」とコメントしている。ジョーイ・テンペストは、2013年の『ザ・ナショナル』紙のインタビューで、「仕上がりに満足していなかった。他の人にリミックスをまかせようと思ったんだけど、うまくいかなくて急ごしらえになってしまった」と語っている。

### チャート成績（ザ・ファイナル・カウントダウン2000）
| チャート (1999年 - 2000年)             | 最高位 |
| -------------------------------------- | ------ |
| オーストラリア (ARIA)                  | 33     |
| フィンランド (Suomen virallinen lista) | 12     |
| ドイツ (GfK Entertainment charts)      | 35     |
| オランダ (Single Top 100)              | 60     |
| ノルウェー (VG-lista)                  | 12     |
| スペイン (PROMUSICAE)                  | 7      |
| スウェーデン (Sverigetopplistan)       | 6      |
| スイス (Schweizer Hitparade)           | 33     |
| UK シングルス (OCC)                    | 36     |

| チャート (1999年)                | 順位 |
| -------------------------------- | ---- |
| スウェーデン (Sverigetopplistan) | 99   |

## カバー・バージョン
ディープ・サンシャインというバンドによるカバー演奏がYouTube上で公開され、再生回数は500万回以上を記録した。なお、ディープ・サンシャインによる演奏動画は、後に「史上最悪のカバー」と評された。
ライバッハは、1994年に発売のアルバム『NATO（北大西洋条約機構）』で本作をカバー。
リッチー・ブラックモアは本作を気に入っており、アルバム『アンダー・ア・ヴァイオレット・ムーン』に収録の「ゴーン・ウィズ・ザ・ウインド」に本作の要素を取り入れた。
サバトンは、ライブのオープニングSEとして使用していた。

## その他
2006年に発売された映画『トップガン』サウンドトラック デラックスエディションに本曲が収録されている。なお本曲は『トップガン』ならびに、同作と同じくF-14戦闘機が登場する映画『ファイナル・カウントダウン』とも直接の関係はない。
2015年にバンドが出演したGEICOのCMに本作が使用された。日本では、1986年に放送されたスズキ自動車「カルタス（初代）」のCMで使用された。
また、日本では毎年12月の日本中央競馬会（JRA）年末最終開催日に中山競馬場で開催される最終第12競走「ファイナルステークス」の本馬場入場時のBGMとしても使用されている。